# Aiki framework
Aiki Framework – otwartoźródłowa aplikacja korzystająca z php i mysql pomagająca tworzyć systemy zarządzające dużą ilością dynamicznie generowanej zawartości. Korzysta z niej między innymi wolna biblioteka klipartów Openclipart. Kod źródłowy frameworka jest objęty licencją AGPL i rozwijany z wykorzystaniem systemu Launchpad.
Ostatnie uaktualnienie oprogramowania zostało dokonane 15 marca 2012, kiedy Bassel Khartabil, twórca projektu, został uwięziony w Syrii. Dostęp do kodu źródłowego przepadł wraz z domeną aikiframework.org, jednak został on odzyskany z zasobów Internet Archive i przekonwertowany z systemu kontroli wersji Bazaar do Gita i udostępniony w serwisie GitHub.